# NGC 312
NGC 312 est une très vaste galaxie elliptique située dans la constellation du Phénix. NGC 312 a été découverte par l'astronome britannique John Herschel en 1836.

## Caractéristiques
Sa vitesse par rapport au fond diffus cosmologique est de 7 814 ± 21 km/s, ce qui correspond à une distance de Hubble de 115,3 ± 8,1 Mpc (∼376 millions d'al).
À ce jour, six mesures non basées sur le décalage vers le rouge (redshift) donnent une distance de 112,550 ± 29,919 Mpc (∼367 millions d'al), ce qui est à l'intérieur des valeurs de la distance de Hubble.